# Gyllene Tider EP
Gyllene Tider EP är en EP-skiva av den svenska popgruppen Gyllene Tider, släppt 7 juni 1996 med anledning av deras återföreningsturné Återtåget 96. EP:n släpptes både som bonus-EP till samlingsskivan Halmstads pärlor, och separat, då den fungerade som en singel med Gå & fiska! som A-sida. 
Låtarna producerades av Michael Ilbert och bandet, och spelades in i Bromma, april till maj 1996.

## Låtlista
1. Gå & fiska! - 3:56
2. Juni, juli, augusti - 3:52
3. Harplinge - 3:44
4. Faller ner på knä - 3:38

## Listplaceringar
| Lista (1996-1997) | Topplacering |
| ----------------- | ------------ |
| Sverige           | 1            |

### Fotnoter
1. ↑  Gyllene Tider e.p. CD-häfte. 1996
2. ↑  ”Listplacering”. http://www.swedishcharts.com/showitem.asp?interpret=Gyllene+Tider&titel=e%2Ep%2E&cat=s. Läst 6 maj 2011.